# 주자자오역
주자자오역(朱家角站)은 상하이 지하철의 역이다. 주자자오 마을과는 약 1km 거리에 위치해 있다.